# بگذار کسی برود
«بگذار کسی برود» (انگلیسی: Let Somebody Go) ترانه‌ای از گروه راک بریتانیایی کلدپلی و خواننده آمریکایی سلنا گومز برای نهمین آلبوم استودیویی کلدپلی به نام موسیقی کیهانی است. تهیه‌کنندگی این ترانه را مکس مارتین، اسکار هالتر، ریک سیمپسون، دنیل گرین، بیل راکو و مترو بومین انجام دادند. پارلفون این ترانه را به عنوان سومین تک‌آهنگ آلبوم موسیقی کیهانی در ۷ فوریه ۲۰۲۲ منتشر کرد.

## گواهی‌نامه‌ها
| منطقه                                   | گواهی    | واحد گواهی‌شده/فروش |
| --------------------------------------- | -------- | ------------------ |
| برزیل (پرو موزیکا برزیل)                | Platinum | ۴۰٬۰۰۰             |
| فرانسه (اس‌ان‌ئی‌پی)                       | Gold     | ۱۰۰٬۰۰۰            |
| ایتالیا (اف‌آی‌ام‌آی)                      | Gold     | ۵۰٬۰۰۰             |
| پرتغال (انجمن صنفی گرامافون)            | Gold     | ۵٬۰۰۰              |
| اسپانیا (سازنده‌های موسیقی)              | Gold     | ۳۰٬۰۰۰             |
| بریتانیا (بی‌پی‌آی)                       | Silver   | ۲۰۰٬۰۰۰            |
| رقم فروش+پخش جاری تنها بر پایهٔ گواهی‌ها. |          |                    |

## تاریخچه انتشار
| کشور         | تاریخ         | فرمت                  | ناشر     | منابع |
| ------------ | ------------- | --------------------- | -------- | ----- |
| مختلف        | ۷ فوریه ۲۰۲۲  | دانلود دیجیتال استریم | پارلفون  | [ ۷ ] |
| ایتالیا      | ۱۱ فوریه ۲۰۲۲ | رادیو هیت معاصر       | وارنر    | [ ۸ ] |
| ایالات متحده | ۱۴ فوریه ۲۰۲۲ | رادیو معاصر بزرگسالان | آتلانتیک | [ ۹ ] |